# Момелен
Момеле́н  (фр. Momelin; умер в 685) — святой Римско-Католической церкви, епископ Нуайона (660—685), аббат.

## Биография
Момелен был уроженцем города Констанцы. Согласно агиографическим источникам XI века, Момелен служил хранителем печати при дворе франкского короля Хлотаря II. В 615 году он поступил в монастырь, а в 640 году сам основал Бертинское аббатство в Сент-Омере и стал его первым настоятелем. По просьбе святого Вальберта находился в Теруане, чтобы помогать там святому Альдемару проповедовать христианство. В 660 году Момелен был рукоположен в епископа епархии Нуайон-Турне. В 667 году он перенёс мощи святого Элигия, своего предшественника на епископской кафедре.
В 685 году Момелен умер. В 1167 году его мощи были помещены в соборе города Нуайон.
День памяти в Католической Церкви — 16 октября.